# أرسينوي الثانية

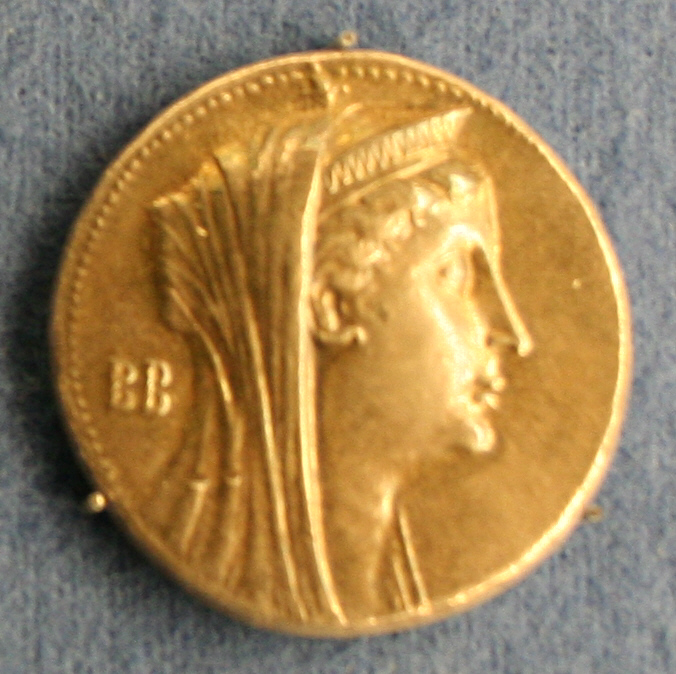
أرسينوي الثانية

 أرسينوي الثانية هي أرسينوى بنت بطليموس الأول وبرينيكي الأولى. ولدت عام 316 ق م وماتت في شهر يوليو من عام 270 ق م.
تزوجت ارسينوي الثانية ليسيماخوس ملك تراقيا حوالي سنة 300 ق م وهي في عامها الخامس عشر وأنجبت ثلاثة أولاد هم بطليموس ويوسيماخوس وفيليب. ولكي تضمن لأبنائها العرش بعد أبيهم أمرت بتسميم أكبر أولاد زوجها ليسيماخوس.
وبعد مقتل ليسيماخوس في معركة وقعت في عام 281 ق م تزوجت ارسينوي من أخيها غير الشقيق بطليموس كيراونوس الذي كان ابن بطليموس الأول من زوجته الأولى يوريديكي، وكانت هذه الزيجة لأسباب سياسية إذ إدعى كل منهما ولاية عرش مقدونيا وتراقيا لنفسه.
أقدم بطليموس كيراونوس على قتل اثنين من أبناء ارسينوي الذين أنجبتهم من ليسيماخوس وخمنا يوسيماخوس وفيليب، لكن بكرها بطليموس، تمكن من الفرار نحو الشمال.
و فيما بعد تزوجت شقيقها بطليموس الثاني حوالى سنة 279 ق.م. ولم تنجب منه، لكن بطليموس الثاني خلد ذكراها والهها فأسمى من بعدها العديد من المدن في مصر باسمها.